# Колоїдне та іонне срібло в медицині
Срібло в медицині має давнє застосування. Гіппократ, «батько» сучасної медицини, писав, що срібло має цілющі властивості при лікуванні захворювань та їхньому запобіганні. Фінікійці зберігали воду, вино й оцет у срібних бутлях, щоб запобігти псуванню. На початку 1900-х років люди клали в пляшки з молоком срібні монети з метою зберегти свіжість. Сполуки срібла використовувалися для запобігання інфекціям у Першій світовій війні, коли антибіотики ще не були відомі.
З відкриттям антибіотиків і сульфаніламідів інтерес до препаратів срібла дещо знизився.

## Антибіотична дія срібла
Причина бактеріоцидних властивостей срібла досі незрозуміла, хоча існують певні теорії. Протягом тривалого часу вважалося однозначно доведеним, що лікувальними властивостями володіють іони Ag+, а не металеве срібло. Проте питання про механізм дії наночасток срібла на віруси, бактерії і клітини до теперішнього часу залишається остаточно не з'ясованим і вимагає додаткових досліджень. Передбачають, що срібло пригнічує ферменти, що контролюють енергетичний обмін в інфектантів.
У срібла бактерицидні властивості виражені значно більше, ніж у карболової кислоти, сулеми, хлору, хлорного вапна, антибіотиків. Золото підсилює бактерицидну дію срібла.
Іони срібла та його сполуки токсичні для деяких бактерій, багатьох найпростіших, вірусів, водоростей (наприклад синьо-зелені водорості) та грибів (наприклад, протеї), що типово для важких металів, таких як ртуть та свинець. Однак для срібла не характерна токсичність для людського організму, яка зазвичай асоціюється з цими важкими металами. Препарати, що містять срібло, активні проти багатьох збудників інфекцій: Staphylococus spp., E. Coli, P. aeruginosa, Proteus spp., Klebsiella spp.. Срібні розчини повністю знищують збудників шигельозу, черевного тифу, паратифів, холери. Срібло є ефективним проти 650 видів бактерій, які не набувають до нього стійкості, на відміну від практично усіх антибіотиків. Срібло вбиває численні мікроби in vitro, але тестування й стандартизація продуктів із вмістом срібла складні.

## Колоїдне срібло та срібна вода
Колоїдне срібло — колоїд, що складається з наночастинок срібла високої чистоти 0,999 з електричним зарядом, розміром від 5 нм до 100 нм, зважених в дистильованій і очищеній воді. Під впливом світла змінює колір, як правило, темнішає.

## Колоїдне срібло і іонне срібло. Виробництво
Дуже важливо розрізняти колоїдне срібло (суспензія частинок металевого срібла (Ag 0)) і іонне срібло (розчинення іонів срібла (Ag) цього металу), тому що, хоча обидва препарати і мають значний бактерицидний вплив, їх поведінка в організмі людини дуже відрізняється. Неправильне або надлишкове застосування будь-якого виробу на основі срібла Ag може викликати розлади або аргірію. Іонні наночастинки срібла мають електричний заряд. Коли срібні наночастинки мають позитивний електричний заряд, вони визначаються як катіони — позитивно заряджені іони (Ag+). В металевих колоїдах, таких як колоїдне срібло, через той же електричний заряд всі наночастинки відштовхуються одна від одного.
Колоїдне срібло отримують за способом іскрової плазми, що дозволяє утворювати чистий колоїд. За електричної іскри між двома срібними електродами, поміщеними у воду, створюються дуже маленькі частинки срібла. Колоїд отримує жовтий колір.
Колоїдні розчини срібла нестійкі і з плином часу частинки срібла зчеплюються між собою і випадають в осад. Тому додавання в колоїдний розчин стабілізаторів дозволяє отримувати стійкі колоїдні розчини. В залежності від стабілізатора, колоїдні розчини срібла отримують і у воді, і в багатьох органічних розчинниках. Колоїдне срібло від контакту з повітрям з часом окислюється, при цьому повільно утворюються солі срібла, які переходять в розчин. Таким чином, колоїдні частинки срібла являють собою своєрідний «генератор» іонів срібла.
За електролізу срібла отримують воду, яка містить іони срібла, замість колоїдних частинок срібла і не є колоїдом. Срібна вода прозора і не має кольору.

## Використання колоїдного срібла та срібної води
Колоїдне срібло давно (на прізвисько «цілюща вода») рекомендується як засіб для знищення патогенів та інгібітор запалення. Перед відкриттям пеніциліну використовувався як антибіотик, який призначали проти інфекцій, таких як сифіліс. У 1938 році колоїдне срібло було зареєстроване як лікарський засіб в Сполучених Штатах, а 1975 року воно вже більше даного статусу. Загалом ліки з колоїдним сріблом не використовуються внутрішньо.
Так зване колоїдне срібло має дію проти мікроорганізмів, але відомі його висока токсичність і високий ризик накопичення, тому його використання переважно було замінено біля 1940-х років після розробки антибіотиків, які є ефективними і найбільш безпечними.
Саме срібло нетоксичне, але деякі його сполуки мають токсичну дію, деякі є канцерогенними. Срібло з білками утворює нерозчинні альбуміни.
Європейське законодавство забороняє внутрішнє використання колоїдного срібла на ринку, тому може бути реалізоване тільки як бактерицид для зовнішнього застосування. У Німеччині він продається як продукт для захисту рослин. Колоїдне срібло, незважаючи на заборону, в альтернативній медицині застосовується для внутрішнього використання.
Препарати срібла не можуть бути запатентовані.
Колоїдне срібло (колоїд, що складається з срібних частинок, зрівноважених в рідині) і препарати, що містять солі срібла, використовувались лікарями на початку 20-го століття, але їх використання було в значній мірі припинено у 1940 році після розробки безпечних та ефективних сучасних антибіотиків. З 1990 року колоїдне срібло знову набирає темпи в альтернативній медицині і продається часто з обширними претензіями «-всіх вилікувати». Колоїдні срібні вироби залишаються доступними в багатьох країнах, як харчові добавки та гомеопатичні засоби, хоча вони не є ефективними в лікуванні будь-якого відомого стану і несуть ризик як постійних, так косметичних побічних ефектів, таких як аргірії і більш серйозні, такі як алергічні реакції, а також при взаємодії з ліками.
Колоїдне срібло використовується в лікувальних процедурах в альтернативній медицині або традиційній практиці (Аюрведа), а також біологічно активних добавках. Прихильники альтернативної терапії заявляють про користь у лікуванні гепатиту С. Однак їхній вплив на вірус не доведено.
Сполуки срібла застосовуються в фармацевтиці: нітрат срібла, протаргол (лат. Protargolum розчин окису срібла), коларгол (лат. Collargolum колоїдне срібло), сульфадіазин срібла (сульфаніламідні препарати).

## Срібло в медицині
Постійне зростання алергічних ускладнень, фармакотоксичних ефектів, розвиток імунодепресивних станів, дисбактеріозу та грибкових інфекцій після тривалої терапії хіміотерапевтичними засобами, а також еволюція антибіотикорезистентних мікроорганізмів викликало поновлення інтересу до розробки та вивчення нових перспективних протимікробних лікарських засобів серед наноматеріалів, зокрема тих, що містять срібло.
Інтерес до цього металу пояснюється не тільки його високою антимікробною активністю відносно багатьох збудників інфекційних захворювань, але й тим, що резистентність мікроорганізмів до срібла розвивається досить повільно. Саме ця властивість зумовлює перевагу срібла над багатьма сучасними хіміотерапевтичними засобами, застосовуваними з лікувально-профілактичною метою. І хоча різні препарати на основі колоїдного срібла успішно застосовують у медицині з початку XIX століття, розробка нових методів синтезу високостабільних наночастинок срібла з метою створення на їх основі нових препаратів з антимікробною дією є актуальною.

### Срібло у внутрішньо-тілесних пристроях
Існує дедалі більше доказів того, що срібні накладки для внутрішньо-тілесних пристроїв можуть зменшити частоту інфекцій сечовивідних шляхів (сечовий катетер) і пневмонії, пов'язаної з пасивною вентиляцією легень (ендотрахеальна трубка).